# Otto Gerstenberg

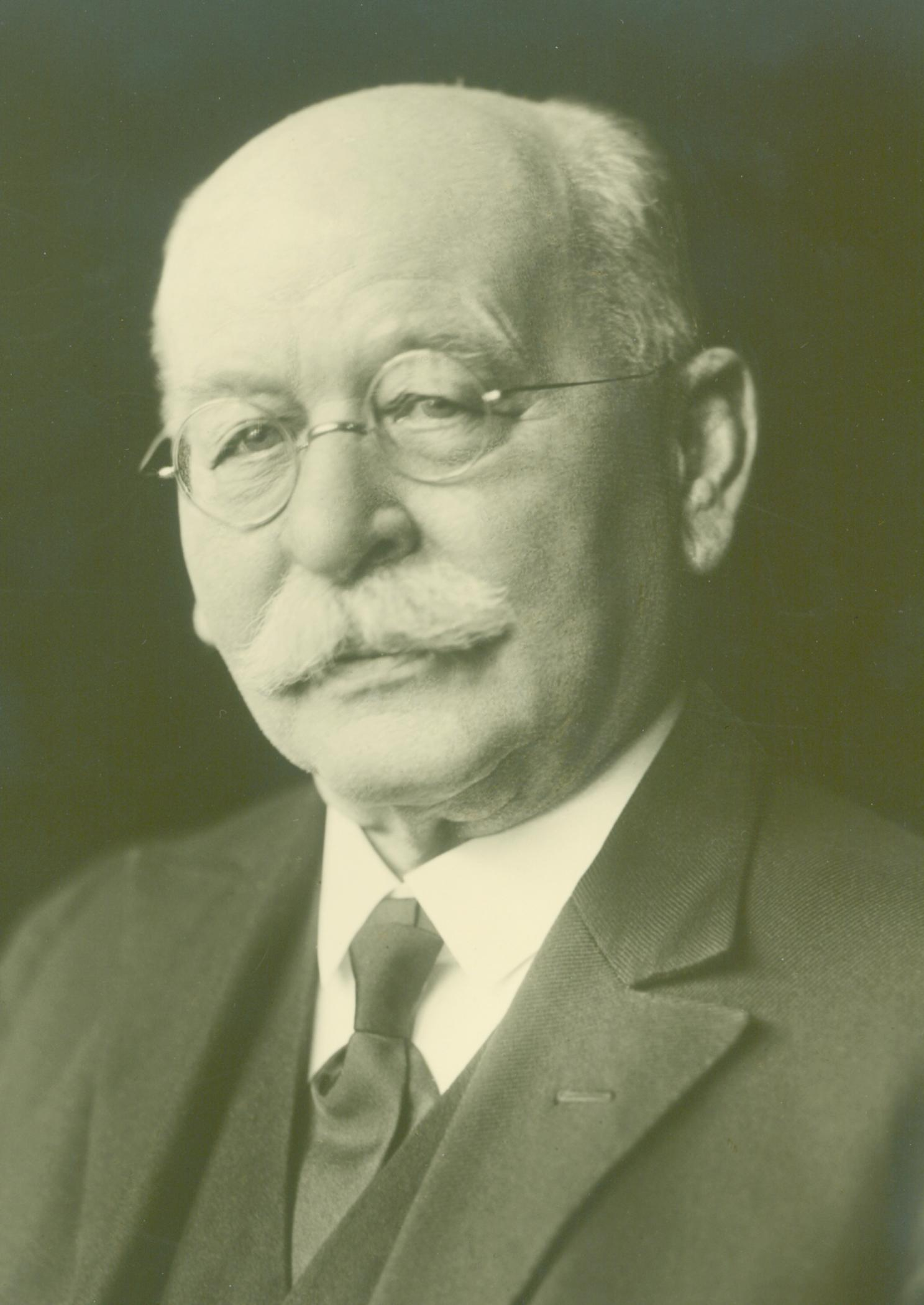
Otto Gerstenberg
als 75-Jähriger, 1923

Otto Gerstenberg (* 11. September 1848 in Pyritz; † 24. April 1935 in Berlin) war ein deutscher Manager in der Versicherungswirtschaft und Kunstsammler. Unter seiner Leitung stieg die Victoria-Versicherung zur führenden deutschen Lebensversicherungsgesellschaft auf. Zu seinen innovativen Leistungen in der Versicherungswirtschaft gehört die Einführung der Lebensversicherung als Volksversicherung in Deutschland. Gerstenberg besaß eine der bedeutendsten privaten Kunstsammlungen zu Beginn des 20. Jahrhunderts. Teile dieser Sammlung befinden sich heute als Beutekunst in russischen Museen.

## Leben und Wirken

### Frühen Jahre
Über die Eltern von Otto Gerstenberg ist wenig bekannt. Sein Vater übte den Beruf eines Musikers oder Schuhmachers aus. Er starb bereits im Jahr der Geburt Otto Gerstenbergs. Unklar ist, ob die mit 21 Jahren verwitwete Mutter noch einmal geheiratet hat. 
Otto Gerstenberg besuchte im hinterpommerschen Pyritz nach der Volksschule ein Gymnasium, das er 1865 mit dem Abitur abschloss. Neben guten Leistungen in Latein, Griechisch und Französisch stach besonders seine Begabung für Mathematik hervor. Anschließend studierte Gerstenberg in Berlin Mathematik und Philosophie.

### „Victoria zu Berlin“
Gerstenberg begann seine berufliche Karriere 1873 als Versicherungsmathematiker bei der Allgemeinen Eisenbahn-Versicherungs-Gesellschaft. Das Unternehmen änderte zwei Jahre später den Namen in Victoria zu Berlin, Allgemeine Versicherungs-Actien-Gesellschaft (heute Victoria), weil der umgrenzte Geschäftszweck im bisherigen Namen der weiteren Expansion des Unternehmens zu eng erschien. Gerstenberg entwickelte neue Versicherungstarife und trug so zum Erfolg des Unternehmens bei. 1888 stieg er ins Direktorium der Versicherung auf und wurde 1901 zum Generaldirektor.
In der Nachfolge der Bismarckschen Sozialgesetzgebung entwickelte Gerstenberg die private Risikovorsorge für weite Bevölkerungsschichten weiter. Zu seinen innovativen Leistungen im deutschen Versicherungswesen gehörten die Entwicklung der „Lebens- und Unfallversicherung mit Prämienrückgewähr“ und das „System der steigenden Dividende als besondere Form der Gewinnbeteiligung“. Besondere Beachtung fand zudem die 1889 von ihm entwickelte „Lebenslängliche Verkehrsmittel-Unglück-Versicherung mit einmaliger Prämienzahlung“.
Als wichtigste Leistung Gerstenbergs gilt die 1892 erfolgte Einführung der Lebensversicherung als Volksversicherung in Deutschland. Er sah vor allem die wachsende Zahl der Industriearbeiter im wirtschaftlich aufstrebenden Kaiserreich als neue Versicherungskunden. Ziel war es, eine Lebensversicherung für jedermann, ohne Rücksicht auf die soziale oder finanzielle Lage einzurichten. Nach Vorbild der britischen Prudential Versicherung führte Gerstenberg das System der wöchentlichen Versicherungsprämie analog zum damals üblichen Wochenlohn der Arbeiter ein. Das hierfür nötige Inkassogeschäft übernahmen ein versicherungseigenes Netz von Kassierern. Diese so genannten „Victoriaboten“ trugen Uniformen ähnlich der Postbriefträger und stellten die einzige Außenwerbung für die Volksversicherung dar.
Während Gerstenbergs Leitungstätigkeit stieg die Victoria zu Berlin zur führenden deutschen Lebensversicherungsgesellschaft auf. So hatte das Unternehmen 1913 einen Bestand von 3,93 Millionen Versicherungspolicen bei 806 Millionen Mark Versicherungssumme und einem jährlichen Neugeschäft von 432.000 Policen allein bei der Volksversicherung. Darüber hinaus gründete Gerstenberg 1904 die Victoria Feuer-Versicherungs-AG mit den Bereichen Feuer, Einbruchsdiebstahl und Leitungswasserschäden als bedeutendes Tochterunternehmen.
Gerstenberg führte als Unternehmer bemerkenswerte soziale Leistungen für die Angestellten der Victoria zu Berlin ein. Hierzu zählte ab 1903 der arbeitsfreie Samstagnachmittag (ab 12 Uhr) und wenig später die Einrichtung einer Werksküche. Beide Errungenschaften waren seinerzeit noch nicht branchenüblich. Auf der anderen Seite gehörte Gerstenberg zu den bestverdienenden Managern seiner Branche. So besaß er bis zu 15 % der Aktien der Victoria zu Berlin und konnte sich sein Jahresgehalt als Generaldirektor selbst festsetzen. Sein Jahresgehalt in Höhe von 800.000 Mark wurde 1914 sogar in einer Reichstagsdebatte als überhöht diskutiert.
Mit 65 Jahren trat Otto Gerstenberg vom Posten des Generaldirektors zurück und übernahm den Vorsitz des Aufsichtsrats der Versicherung, den er bis kurz vor seinem Tod innehatte. In dieser Funktion war er nach dem Ersten Weltkrieg vor allem am Wiederaufbau des Auslandsgeschäfts beteiligt.

### Familie und Freunde

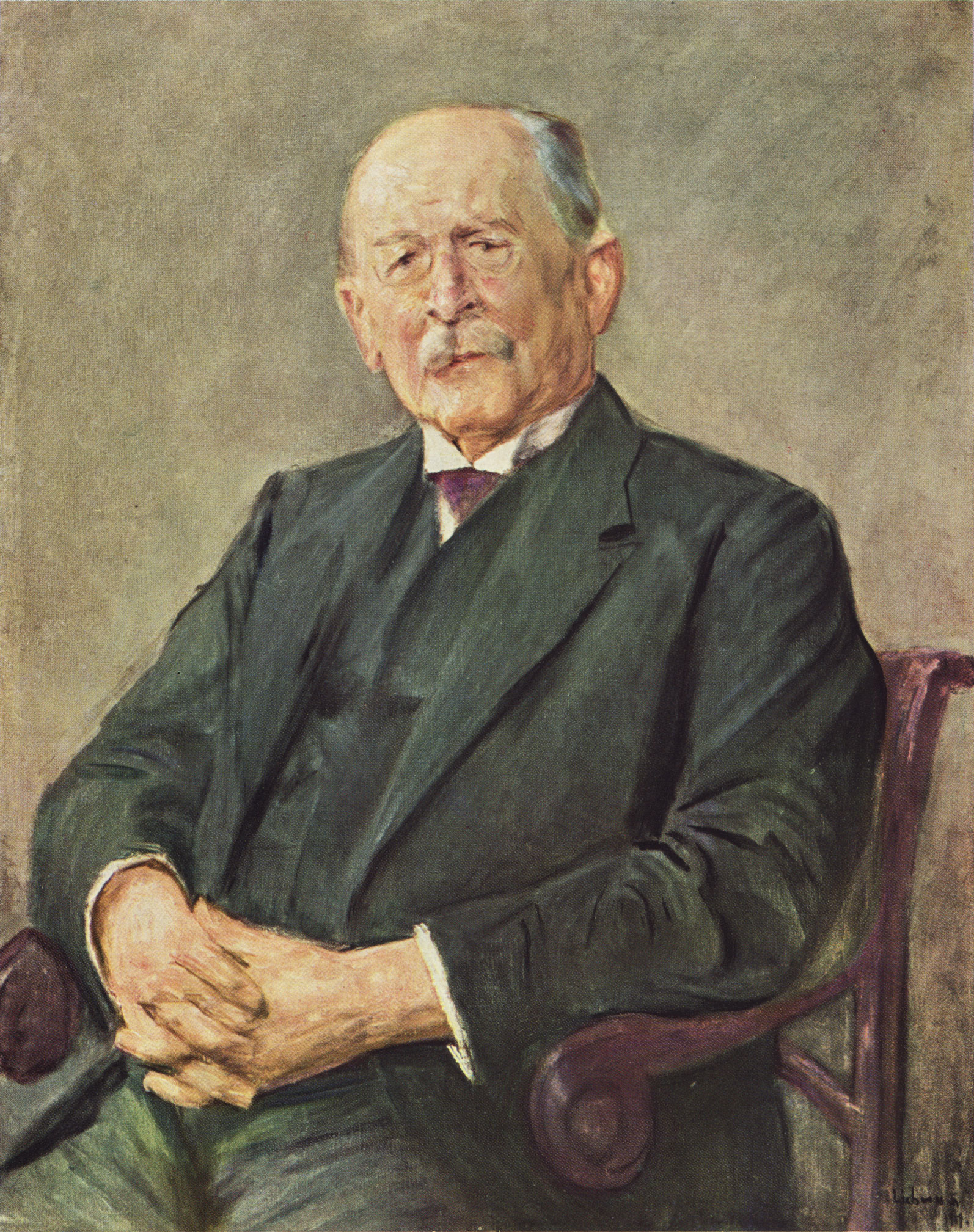
Otto Gerstenberg, Gemälde von Max Liebermann, 1919

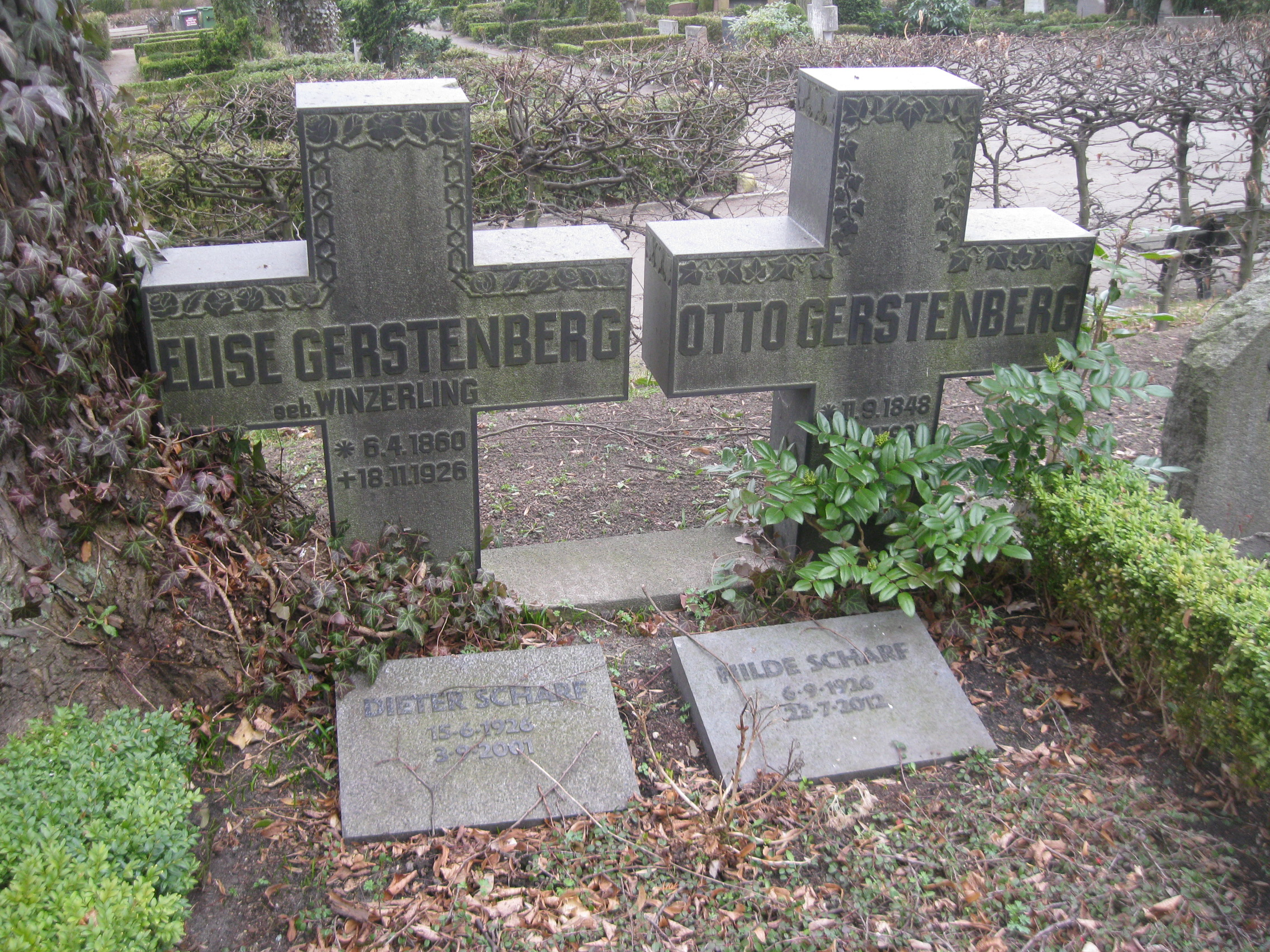
Grabstein

1884 heiratete Otto Gerstenberg die achtzehn Jahre jüngere Elise Wilhelmine Winzerling († 1926), Tochter eines Rittergutsbesitzers. Aus dieser Ehe gingen zwei Töchter hervor. Die 1886 geborene Ada Josepha Elise starb bereits als Kind, während die 1889 geborene Margarethe ihre Eltern überlebte. Margarethe heiratete 1921 den Physiker Hans Georg Scharf und wurde Mutter zweier Söhne. Otto Gerstenbergs Enkel Dieter Scharf (1926–2001) führte später die Sammlertätigkeit seines Großvaters fort.
Über Gerstenbergs Freundeskreis ist wenig bekannt. Belegt sind enge Kontakte zu den Malern Max Liebermann, Joseph Oppenheimer (1876–1966) und Max Slevogt, die Gerstenberg porträtierten. Zudem ist eine lange Beziehung zum Schweizer Sammler Oskar Reinhart nachweisbar. Über Liebermann wird der Kontakt zu Hugo von Tschudi, Carl und Felicie Bernstein und Eduard Arnhold vermutet.

### Villa Gerstenberg
Die Familie Gerstenberg lebte zunächst an der Großbeerenstraße in Berlin-Kreuzberg und zog später in die Villenkolonie Berlin-Lichterfelde. Carl Vohl, einer der Architekten des Kriminalgerichts Moabit, entwarf in den Jahren 1904–1905 für Gerstenberg in der zu der Zeit neu angelegten Kolonie Dahlem (heute Berlin-Schmargendorf) eine Villa im neobarocken Stil. Das zwischen Bernadotte-, Hammerstein- und Miquelstraße gelegene Stadtpalais erhielt zwischen 1908 und 1910 zusätzlich einen eigenen Galerieflügel für die Kunstsammlung Otto Gerstenbergs. 
Heute ist das Grundstück parzelliert und der ehemals parkartige Charakter nur teilweise erkennbar. Die Villa selbst wurde mehrere Jahre (1946–2013) als privates Park-Sanatorium Dahlem genutzt und befindet sich nicht mehr in Familieneigentum. Zu Beginn der 2020er Jahre wurde das Gebäude denkmalgerecht wieder zu einer Villa umgebaut.
Die Villa enthielt neben der Kunstsammlung von Otto Gerstenberg eine zum Teil aus kostbarem Kunsthandwerk bestehende Inneneinrichtung. Hierzu zählten beispielsweise japanische Arbeiten und Chinoiserien wie Teekannen, Kleinplastiken, Lackarbeiten und Vasen. Neben schweren deutschen Eichenmöbeln gab es Empire-Tische, -Stühle und Konsolen oder Barock- und Rokoko-Möbel aus der Zeit von Ludwig XIV. bis Ludwig XVI. sowie flämische Tapisserien.

## Kunstsammlung Gerstenberg

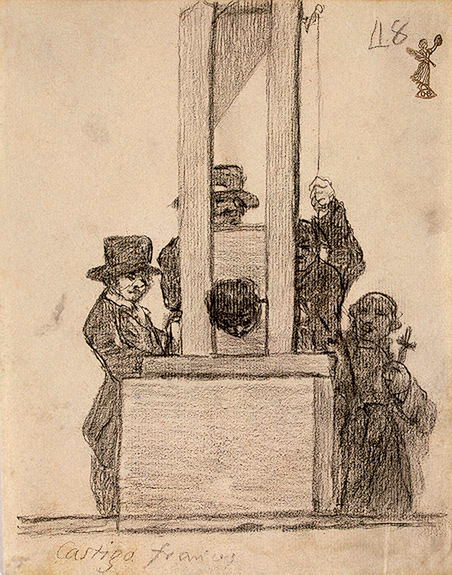
Francisco de Goya:
Französische Strafe
heute: Eremitage
Sankt Petersburg

Durch sein beträchtliches Vermögen war es Otto Gerstenberg möglich, eine der bedeutendsten Kunstsammlungen in Berlin zu Beginn des 20. Jahrhunderts aufzubauen. Schwerpunkte der Sammlung waren grafische Arbeiten und Gemälde des 19. Jahrhunderts. Vor allem seine Sammlung französischer impressionistischer Malerei galt zum Zeitpunkt der Erwerbung als umstritten und widersprach der durch die Berliner Kunstakademie und Kaiser Wilhelm II. geprägten offiziellen Kulturpolitik, die die französische Moderne als oberflächlich und in der Thematik bedeutungslos kritisierte. Gerstenberg kaufte nur wenige Werke bei Berliner Händlern, sondern erwarb die Kunstwerke fast ausschließlich bei Händlern oder auf Auktionen in Paris. Hierbei nutzte er auch die Pariser Handelsvertreter seiner Versicherung als Vermittler. Gerstenberg lieh gelegentlich Werke seiner Sammlung zu Ausstellungszwecken aus und öffnete auf Anfrage auch Studenten und Kunstinteressierten sein Haus.

### Grafische Sammlung
Gerstenberg begann seine Sammlertätigkeit in den 1890er Jahren mit niederländischer und deutscher Grafik des 15. und 17. Jahrhunderts. Hierzu zählten Künstler wie Albrecht Dürer, Martin Schongauer, Lucas van Leyden, Anthonis van Dyck, Salomon van Ruisdael, Jan Steen, Adriaen van Ostade und Rembrandt van Rijn. Hinzu kamen bald auch Grafiken von James McNeill Whistler, Félicien Rops, Otto Greiner, Jean-Baptiste Camille Corot, Jean-François Millet, Edgar Degas, Édouard Manet, Robert Dodd, Anders Zorn, Adolph von Menzel, Max Klinger, Wilhelm Leibl und Max Liebermann. Zudem gehörten Werke der japanischen Künstler Hokusai und Utamaro in diese Sammlung. Der Schwerpunkt der grafischen Sammlung lag bei Francisco de Goya, Honoré Daumier und Henri de Toulouse-Lautrec.

### Gemäldesammlung
Gerstenberg startete seine Gemäldesammlung zunächst mit seinerzeit populären Werken der britischen Landschaftsmalerei des beginnenden 19. Jahrhunderts, wozu mehrere Gemälde von John Constable zählten. Hinzu kamen ein Porträt von Joshua Reynolds und bald auch mehrere Werke von El Greco und Francisco de Goya. Weitere Gemälde dieser ersten Sammelphase stammen von Salomon van Ruysdael, Meindert Hobbema, Jan van Goyen, Jan Steen und Adriaen van Ostade.
Bekannt wurde Gerstenbergs Gemäldesammlung vor allem durch die bedeutende Sammlung mit Werken französischer Malerei des 19. Jahrhunderts. Beginnend mit Eugène Delacroix und Théodore Géricault, gehörten in diese Sammlung weiterhin Gemälde der Schule von Barbizon von Charles-François Daubigny und Jean-Baptiste Camille Corot, sowie Werke des Realismus von Gustave Courbet und Honoré Daumier. Allein von Daumier besaß Gerstenberg mehr als 30 Gemälde (u. a. Le fardeau). Unter den zehn Gemälden von Courbet befanden sich Le réveil ou Venus et Psyché, Portrait de Marc Trapadoux und Portrait de Henry Rochefort. 
Als Höhepunkt der Gemäldesammlung galten die Werke des Impressionismus. Hierbei bevorzugte Gerstenberg Porträts und vernachlässigte Landschaftsbilder. So erwarb er von Claude Monet mit Cour de ferme von 1865 nur ein Bild. Von Édouard Manet besaß Gerstenberg insgesamt sieben Gemälde, darunter Hauptwerke wie Au café und Pertuiset als Löwenjäger. Unter den fünf Gemälden von Pierre-Auguste Renoir befanden sich Homme sur un escalier, Femme sur un escalier und Dans le jardin. Gerstenberg erwarb weiterhin mit Femme à l’ombrelle und Bords de rivière zwei Landschaften von Alfred Sisley. Von dem in der grafischen Sammlung schon gut vertretenden Henri de Toulouse-Lautrec besaß der Sammler auch einige Ölbilder. Hierzu gehörten Un coin du Moulin de la Galette, Au bal de l’Opéra, Messaline descend l’escalier bordé de figurantes und La Comtesse de T.-L. dans un jardin. Eines der bekanntesten Bilder der Sammlung war Place de la Concorde von Edgar Degas, das Gerstenberg 1911 für den seinerzeit bereits sehr hohen Preis von 120.000 Francs erwarb.

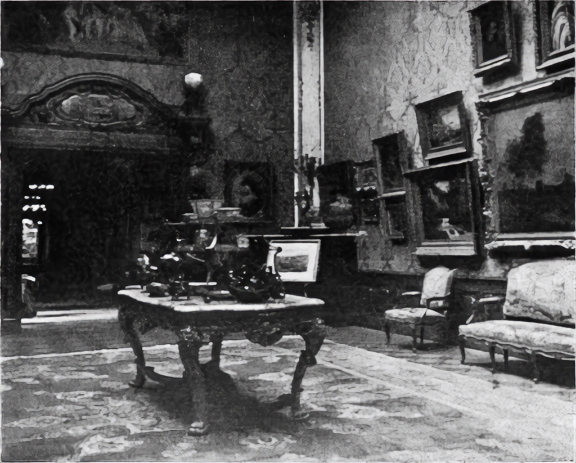
Ansicht der Galerie der Sammlung Gerstenberg ca. 1912
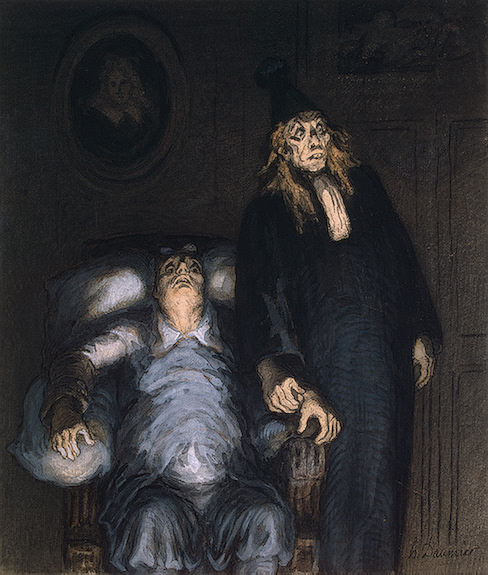
Honoré Daumier: Der eingebildete Kranke heute: Eremitage Sankt Petersburg
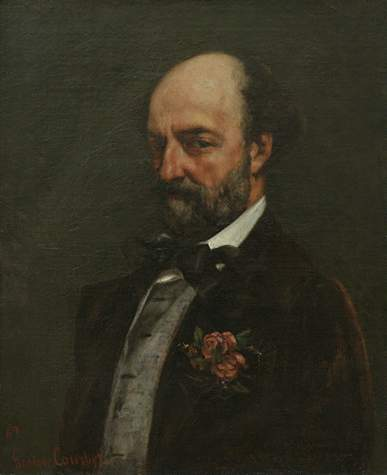
Gustave Courbet: Porträt Gustave Mathieu heute: Sammlung Oskar Reinhart 'Am Römerholz' Winterthur
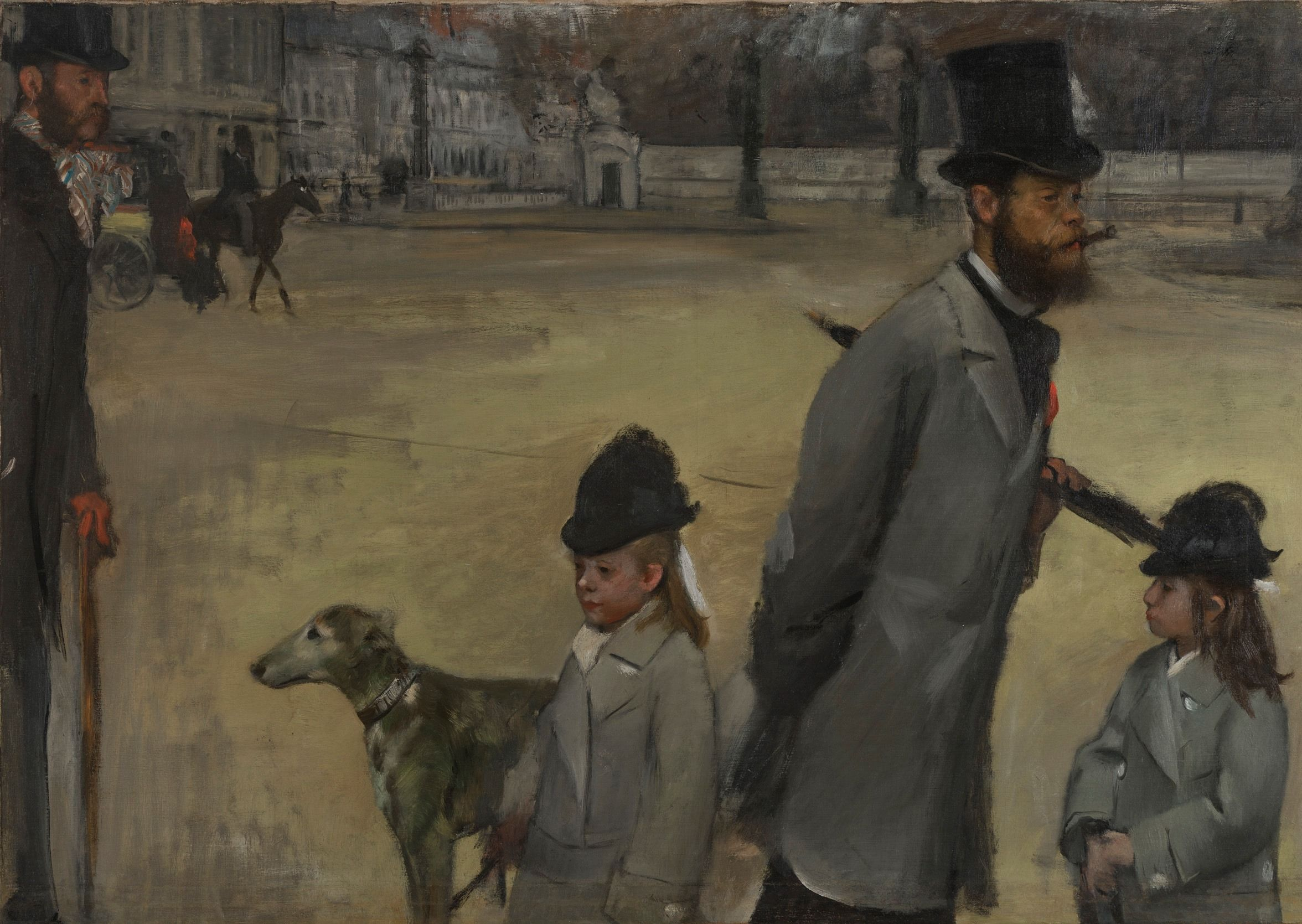
Edgar Degas: Place de la Concorde heute: Eremitage Sankt Petersburg
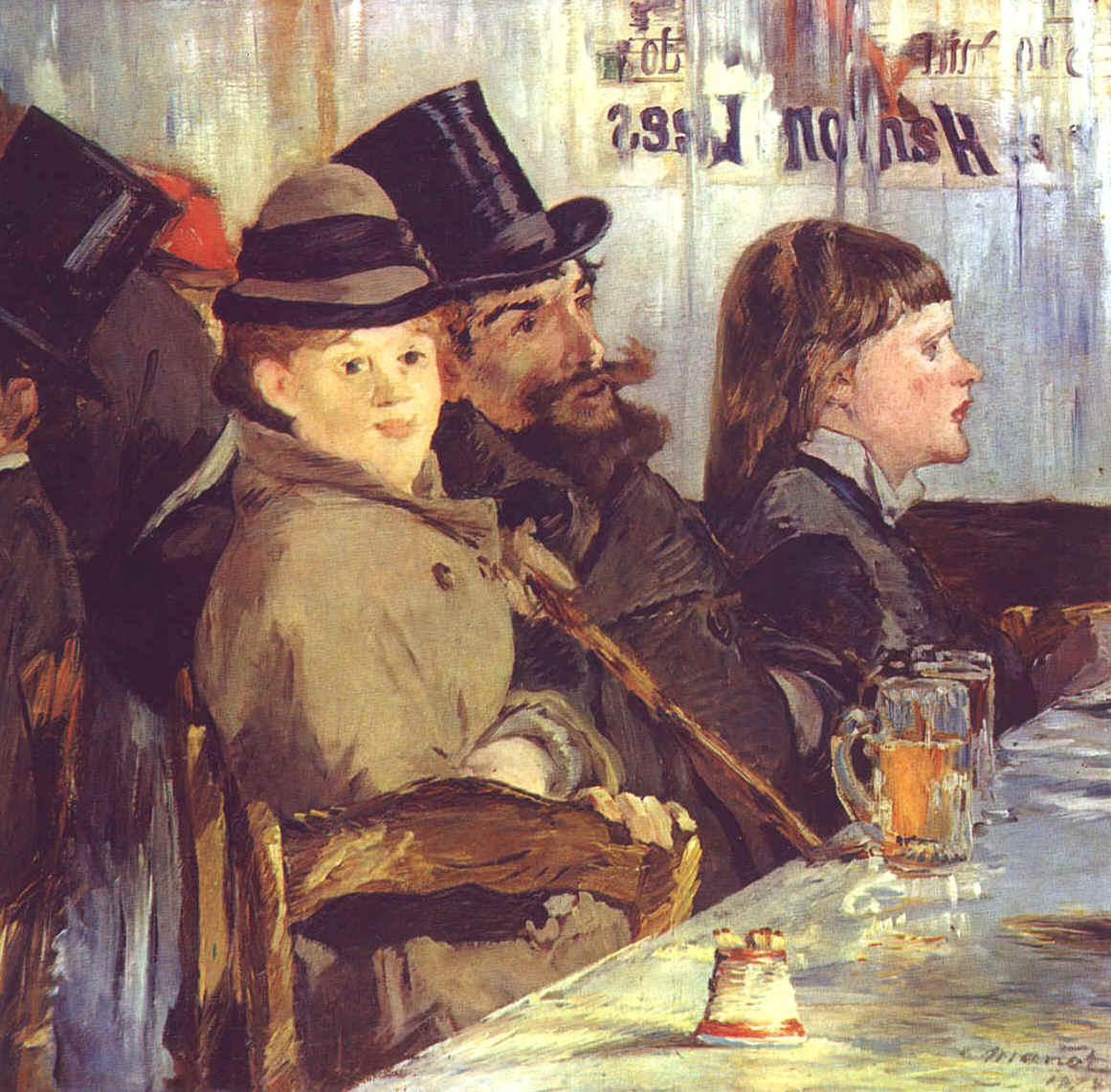
Édouard Manet: Au café heute: Sammlung Oskar Reinhart 'Am Römerholz' Winterthur
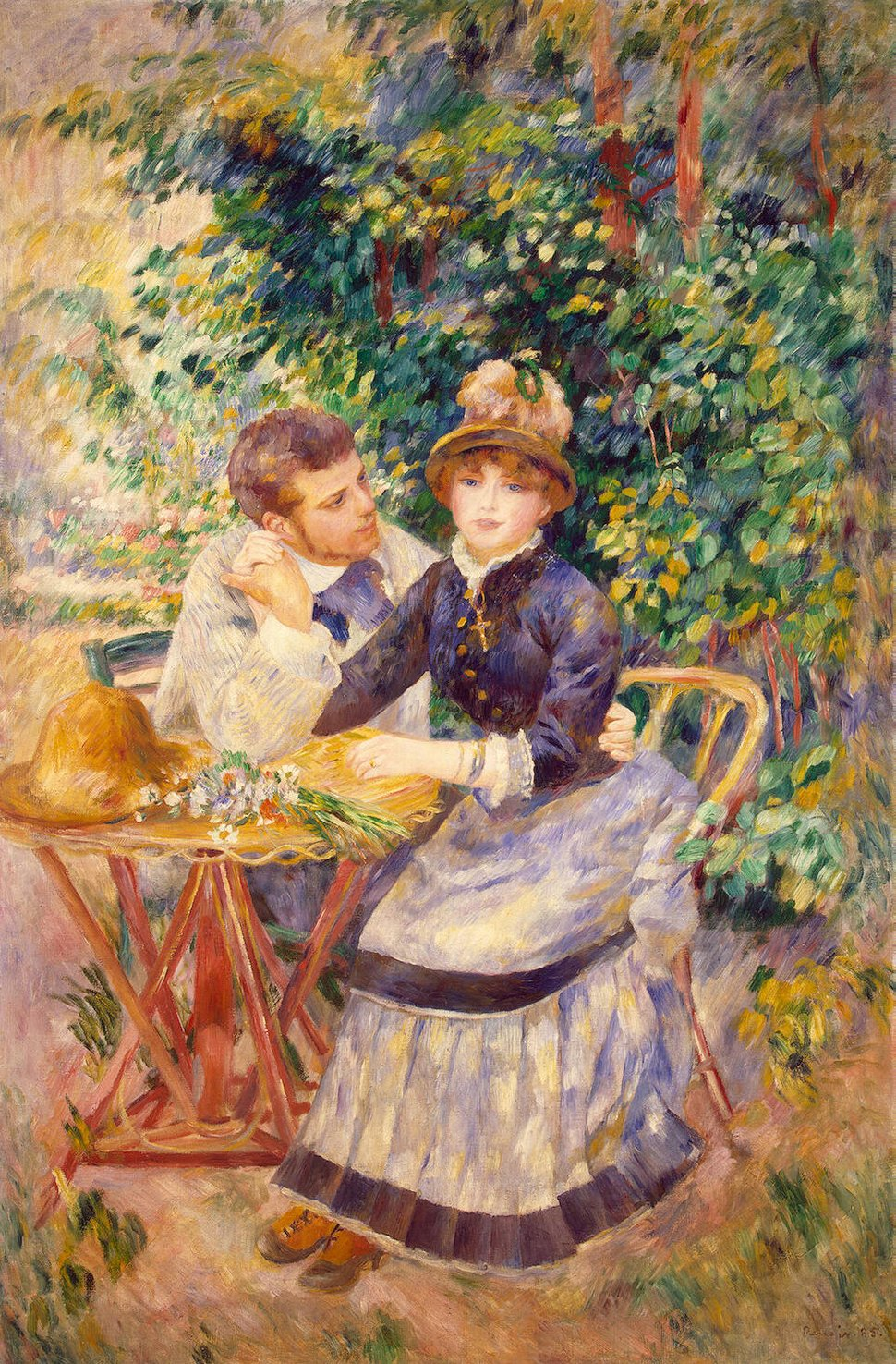
Pierre-Auguste Renoir: Dans le jardin heute: Eremitage Sankt Petersburg
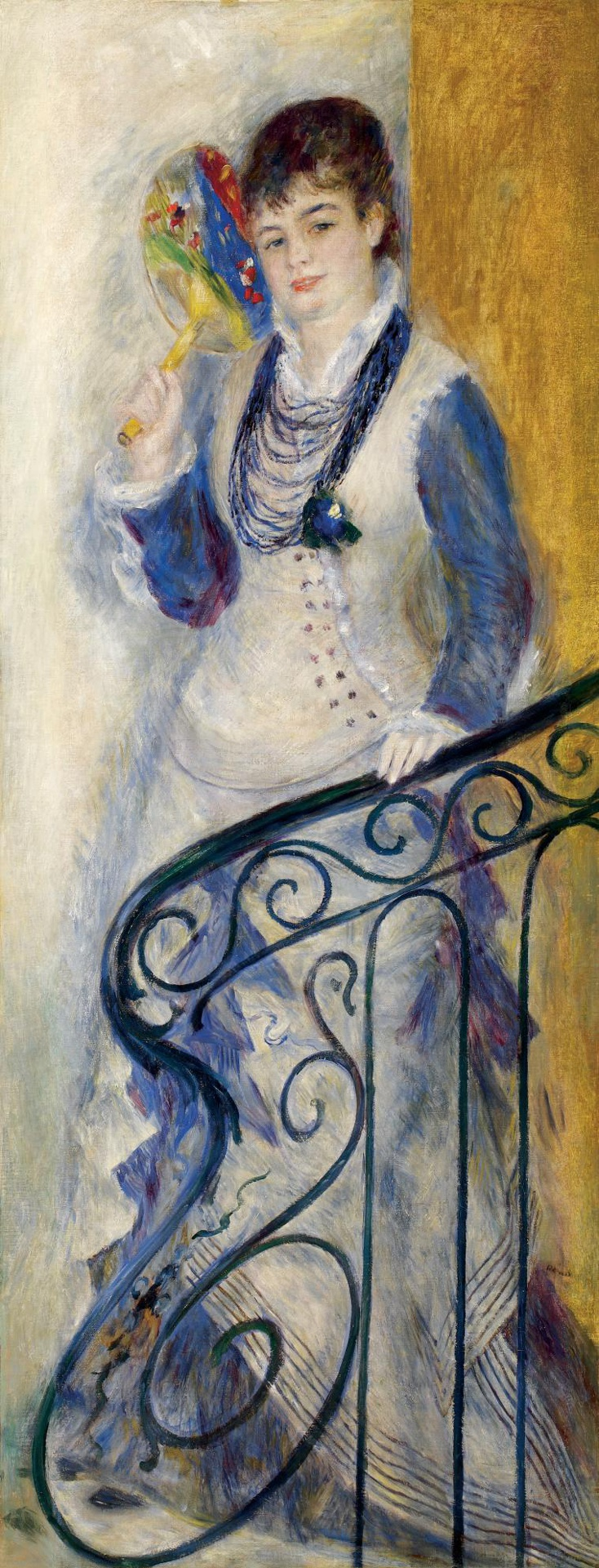
Pierre-Auguste Renoir: Femme sur un escalier heute: Eremitage Sankt Petersburg
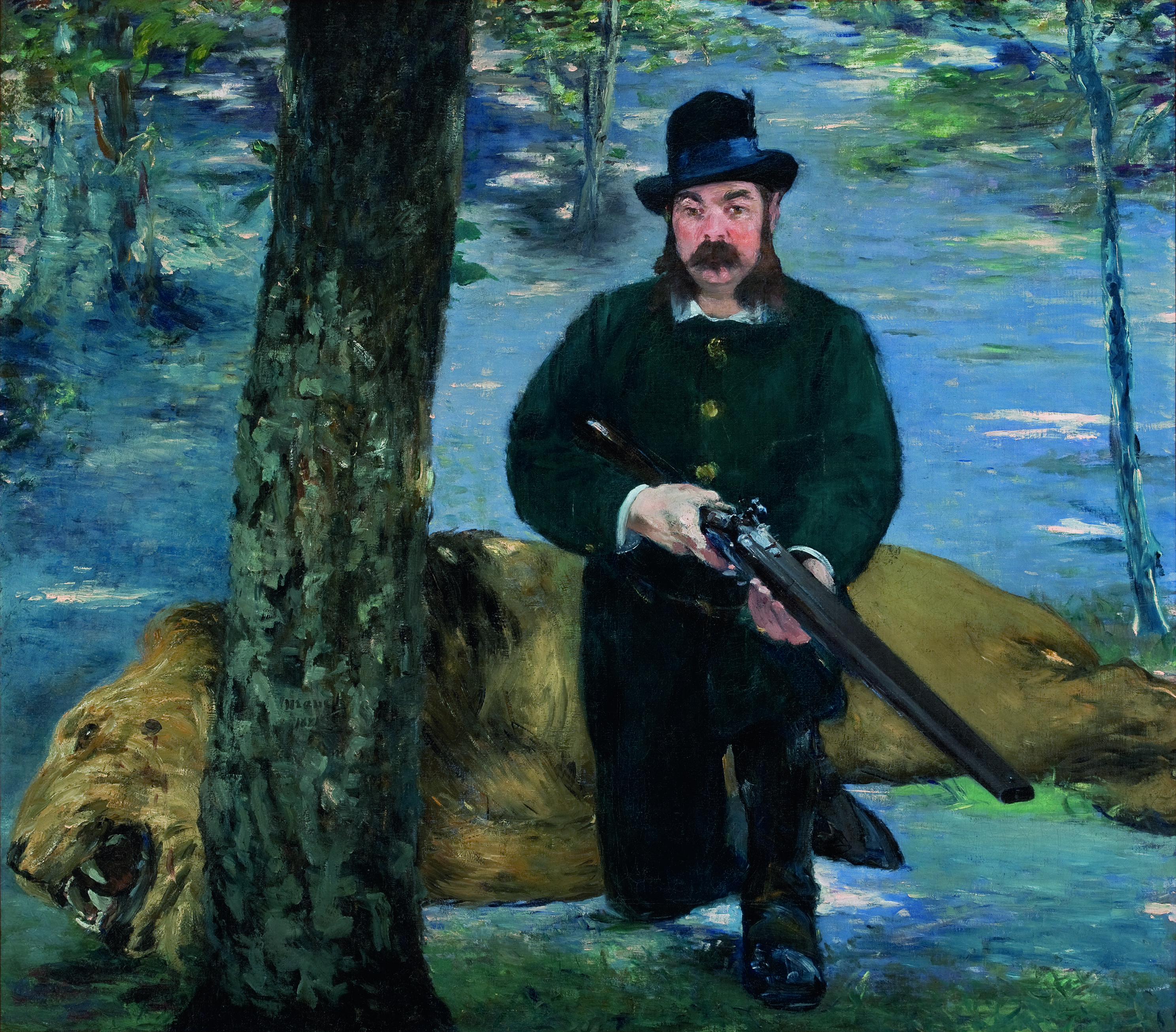
Édouard Manet: Pertuiset, der Löwenjäger heute: Museu de Arte São Paulo
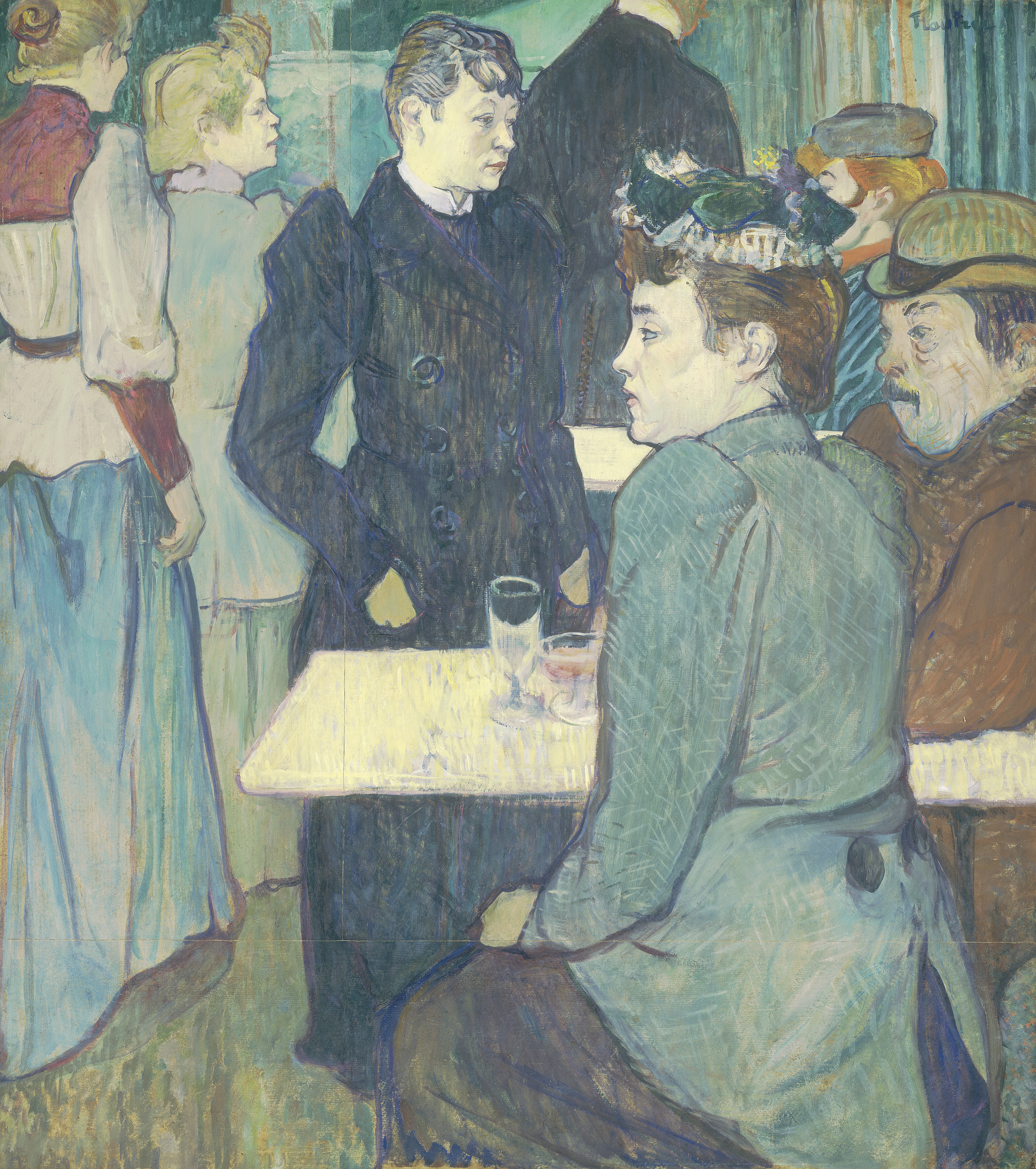
Henri de Toulouse-Lautrec: Un coin du Moulin de la Galette heute: National Gallery Washington

### Schicksal der Sammlung
Otto Gerstenberg verkaufte zu Lebzeiten nur wenige Arbeiten aus seiner Sammlung. Bekannt ist, dass er sich 1922 von der Sammlung der Altmeistergrafik und von den niederländischen Gemälden des 17. und 18. Jahrhunderts trennte. Nach Gerstenbergs Tod im Jahre 1935 erbte seine Tochter Margarethe Scharf die Sammlung. Diese bewohnte jedoch nicht die elterliche Villa, sondern hatte sich 1937 auf dem großen Grundstück des Palais Gerstenberg ein eigenes Haus von Hans Scharoun errichten lassen. Da sie in diesem kleineren Haus nicht alle Bilder des Vaters unterbringen konnte, deponierte sie viele der großformatigen Bilder im Magazin der Victoria-Versicherung in der Berliner Lindenstraße. 
Bei einem Bombenangriff während des Zweiten Weltkriegs wurde dieser Teil des Victoria-Gebäudes zerstört und alle dort gelagerten Gemälde verbrannten. Hierzu gehörte beispielsweise Courbets Le réveil ou Venus et Psyché. Im April 1943 übergab Margarethe Scharf wegen der verstärkten Bombenangriffe auf Berlin einen Großteil der Sammlung zur Aufbewahrung an die Nationalgalerie. Diese nutzte die als sicher geltenden Flaktürme auch zur Einlagerung ihrer eigenen Sammlungen. 
Am 2. Mai 1945 besetzten sowjetische Truppen die Flaktürme und transportierten in der Folgezeit die darin befindlichen Kunstsammlungen in die UdSSR ab. Zahlreiche Werke aus der Sammlung Gerstenberg befinden sich heute als Beutekunst in der Eremitage in Sankt Petersburg und im Puschkin-Museum in Moskau. Hierzu zählen Le fardeau von Daumier, Dans le jardin von Renoir, Der Mönch von El Greco und Place de la Concorde von Degas.
Während des Kriegs und kurz danach transportierte Margarethe Scharf die verbliebenen Werke der Sammlung teils mit dem Zug und teils mit einem Bauernwagen nach Oberstdorf in Bayern, wo die Familie ebenfalls ein Anwesen besaß. Aufgrund wirtschaftlicher Schwierigkeiten in der Nachkriegszeit war Margarethe Scharf gezwungen, einige bedeutende Werke zu veräußern. So verkaufte sie 1953 Manets Au café an den Schweizer Sammler Oskar Reinhart. 
Noch heute befindet sich ein Teil der ursprünglichen Sammlung Gerstenberg in Familienbesitz. Hierzu gehört die weltweit umfassendste Sammlung von Originalgrafiken Toulouse-Lautrecs. Diese Sammlung wurde immer wieder öffentlich ausgestellt, so 2003 in Wien, 2004 in Chemnitz und 2005 in Luxemburg und München. 
Otto Gerstenbergs Enkel Dieter Scharf gründete kurz vor seinem Tod (2001) die Stiftung Sammlung Dieter Scharf zur Erinnerung an Otto Gerstenberg. Ab Juli 2008 sind die Kunstwerke dieser Stiftung in der Sammlung Scharf-Gerstenberg in Berlin zu sehen. Hierzu gehören auch Grafiken von Giovanni Battista Piranesi, Francisco de Goya, Charles Meryon, Victor Hugo, Édouard Manet und Max Klinger aus der Sammlung von Otto Gerstenberg.